# Konstantin Kalinin (Sportschütze)
Konstantin Kalinin (russisch Константин Калинин, wiss. Transliteration Konstantin Kalinin; * 12. August 1885 in Poltawa; † unbekannt) war ein russischer Sportschütze. 

## Karriere
Konstantin Kalinin nahm bei den Olympischen Spielen 1912 an vier Schießwettkämpfen teil, konnte jedoch keine Medaille gewinnen.